# Andreína Tarazón
Andreína Tarazón est une avocate, militante féministe et femme politique vénézuélienne, née le 8 février 1988. Vice-ministre de la Jeunesse, elle a été ministre de la Femme et de l'Égalité de genre entre 2013 et 2015.

## Vie privée
La presse se fait l'écho, au cours de l'année 2016, d'une possible liaison entre elle et le président Nicolás Maduro,, par ailleurs marié avec l'avocate Cilia Flores.